# مطار عيني
مطار عيني (بالإنجليزية: Ayni Airport) هو مطار يخدم مدينة عيني [الإنجليزية] في إقليم الصُغد في طاجيكستان. غير مُدرج ضمن قوائم  رموز مطار منظمة الطيران المدني الدولي أو مطار اتحاد النقل الجوي الدولي، ولكنه كان يحمل الرمز "АЙН" في نظام الاتحاد السوفيتي السابق للرحلات الداخلية.